# Hunosa

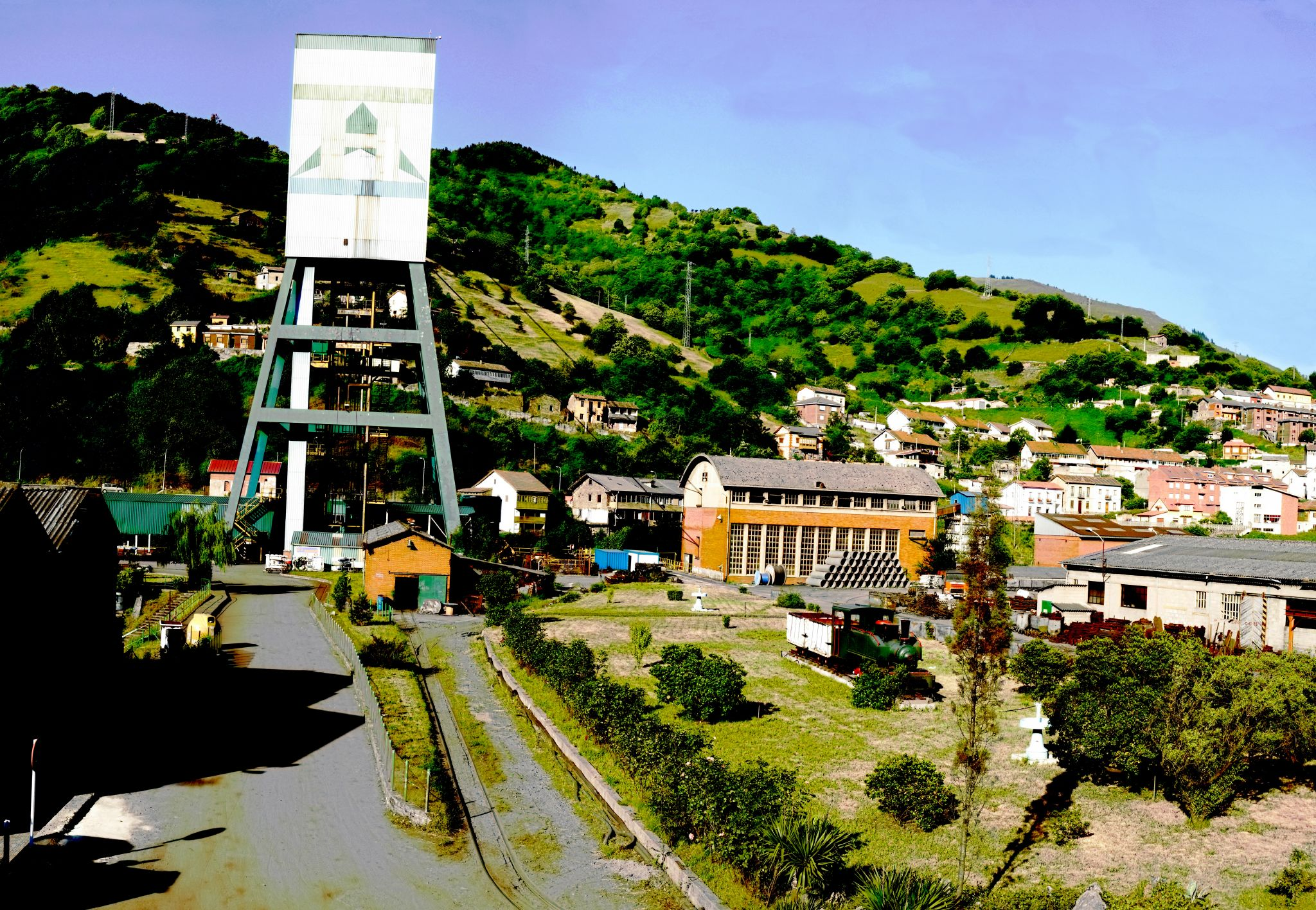
Pozo Santiago, en Aller.

HUNOSA es una empresa pública española integrada en el Grupo de la Sociedad Estatal de Participaciones Industriales (SEPI) que desarrolla su actividad en el campo de la energía, los servicios energéticos y el medio ambiente. Su nombre es el acrónimo de Hulleras del Norte S. A., ya que sus orígenes están vinculados a la extracción de carbón. La empresa pública se constituyó en 1967 con la integración de varias compañía mineras dedicadas a la extracción de carbón y a su explotación en la zona central del Principado de Asturias, en España. La SEPI controla el 100% de sus acciones.
La empresa está fuertemente ligada a la economía de las cuencas mineras asturianas, aunque desde las últimas décadas del siglo XX entró en un proceso de progresiva reducción de la producción y del empleo, mediante sucesivos planes de reestructuración. En abril de 2019 la empresa alcanzó un acuerdo con los sindicatos que garantiza su continuidad (Plan de Empresa 2019-2027) y que establece un proceso de transformación de empresa eminentemente minera a compañía centrada en los ámbitos de la energía, los servicios energéticos y la restauración medioambiental.
Forma parte del Grupo HUNOSA, al que pertenecen la propia Hunosa, la Sociedad Asturiana de Diversificación Minera (SADIM), HUNOSA Empresas, la Fundación Laboral Santa Bárbara, la Brigada Central de Salvamento Minero (BCSM), y el 50% de la Sociedad para el Desarrollo de las Comarcas Minera (Sodeco). 

## Historia
Después de la Guerra Civil, la Segunda Guerra Mundial, primero, y la autarquía económica impuesta por el régimen de Franco, después, provocó la imposibilidad de que España importara cualquier tipo de carbón, al menos en grandes cantidades. Las importaciones de carbón, antes de la guerra, representaban el 25% del consumo nacional. Las consecuencias de esta situación son minas con bajos niveles de productividad y prácticamente sin mecanizar.
Tras esta fase, en 1959 (Plan de Liberalización) se decreta una liberalización parcial del carbón, comenzando las importaciones de carbón extranjero. Estas importaciones se vieron favorecidas por las exenciones aduaneras aprobadas a partir de 1962 para mitigar los efectos de las huelgas mineras.
Paralelamente, el carbón empieza a ser sustituido por otras fuentes de energía, como la electricidad y los derivados del petróleo, en el ferrocarril, barcos, siderurgias, hogares y otros sectores. De este modo la demanda del carbón disminuía.
Otro hecho decisivo es el fenómeno migratorio de los mineros asturianos, que se dirigen hacia Europa, especialmente a Bélgica y Luxemburgo, en busca de salarios más altos. Esta emigración supuso una escasez de mano de obra cualificada.
Todos estos factores provocan una crisis en el sector hullero nacional y asturiano. Los costes aumentaron más rápido que los ingresos haciendo que los beneficios de explotación disminuyeran. La disminución de los márgenes provocó la pérdida de rentabilidad de las empresas, de manera que a partir de 1962 dejaron de repartir dividendos o los redujeron drásticamente. Las empresas hulleras pequeñas cerraron y las grandes redujeron el tamaño de sus divisiones hulleras.
Ante esta situación de crisis el gobierno actuó mediante la Acción Concertada, centrada en el sector hullero.
Las bases de esta nueva política se fijaron en diciembre de 1963, en el I Plan de Desarrollo, pero no se aprobaron hasta la publicación de la Orden de 30 de marzo de 1965. La ayuda estatal se supeditaba a la consecución, en un plazo de cuatro años, de los siguientes objetivos:
- Incremento de la producción en un 20%.
- Aumento de la productividad hasta alcanzar los 1100 kg/jornal.
- Creación de lavaderos de alto rendimiento (superior al 90%).
- Fomento de la concentración de explotaciones para conseguir mejoras en la organización del trabajo y en la capacidad financiera de las empresas.
- Mejora de las retribuciones al capital y el trabajo.

Para alcanzar los objetivos propuestos las empresas debían presentar proyectos de "mejora y reconversión de las explotaciones". En contraprestación las empresas recibirían entre otros estos beneficios:
- Mantenimiento del Régimen de Ayuda a la Minería de 1964, que establecía una subvención decreciente a fondo perdido a la producción, durante 4 años.
- Reducciones fiscales.
- Absorción de ampliación de capitales.
- Expropiaciones forzosas.
- Crédito oficial de hasta el 70% de la inversión al 6,5% de interés y reintegrable del 7.º al 16.º años.

La Acción Concertada resultó un completo fracaso. No se alcanzó ninguno de los objetivos. En abril de 1966 las empresas Sociedad Metalúrgica Duro-Felguera, Fábrica de Mieres, S. A., Sociedad Industrial Asturiana Santa Bárbara, S. A. y Hullera Española, S. A., con dos filiales, proponen al Estado una concentración denominada HENOSA (Hulleras y Energías del Norte, S. A.), con un capital social de 7000 millones de pesetas. El Estado y las empresas privadas constituirían la sociedad a partes iguales. La actividad de la empresa sería la explotación conjunta de minas de carbón y de centrales térmicas. El proyecto sufrió varios cambios, siendo el más importante de ellos el abandono de la actividad eléctrica.
La solución final fue impuesta por el Decreto 486/1967, de 9 de marzo de 1967, por el que se creaba la Empresa nacional "Hulleras del Norte, S. A." (HUNOSA) con el objeto de "la explotación de minas de carbón, así como la realización de cuantas actividades con ella se relacionen". A las empresas antes citadas, se sumaban Carbones Asturianos, S. A. y Nueva Montaña Quijano, S. A.
En dicho decreto se establecía que el capital social inicial sería de 3.600 millones de pesetas, de los cuales el Estado español aportaría 2.600 millones, a través del Instituto Nacional de Industria, y el resto, 1000 millones de pesetas, en especie, por las empresas hulleras asturianas que se integraban en HUNOSA.
Se constituyó mediante escritura pública otorgada el 14 de julio de 1967, con un capital de 3.380 millones de pesetas repartidos del siguiente modo:
| Instituto Nacional de Industria              | 76,97% |
| Duro Felguera                                | 9,97%  |
| Hullera Española                             | 6,04%  |
| Fábrica de Mieres                            | 2,36%  |
| Nueva Montaña Quijano                        | 1,82%  |
| Carbones Asturianos                          | 1,75%  |
| Industrial Asturiana Santa Bárbara           | 0,79%  |
| Compañía de Carbones, Industria y Navegación | 0,26%  |
| Compañía Industrial Minero Astur             | 0,04%  |

Las empresas mineras sumaban una plantilla de 20.017 trabajadores y una producción de 3.145.140 toneladas.
En una segunda integración, a partir del 1 de julio de 1968 se incorporaron a HUNOSA las empresas Hulleras de Veguín y Olloniego, Hulleras de Turón y Carbones de La Nueva. A partir del 1 de julio de 1969 se integraron Minas de Langreo y Siero, Mina Tres Amigos y Carbones de Langreo; y del 1 de enero de 1970, Nespral y Cía., Minas de Riosa, Coto Musel y Mina La Encarnada.
La mayoría de las empresas estaban descapitalizadas y sus productividades eran muy bajas.
A principios de 1970 las pérdidas acumuladas de la empresa ya superaban su capital social:
| AÑO                 | de Explotación | de Reestructuración | TOTAL  |
| ------------------- | -------------- | ------------------- | ------ |
| 1967 (2.º semestre) | -              | -                   | 390,2  |
| 1968                | 963,8          | 202,2               | 1166,0 |
| 1969                | 1579           | 674,6               | 2255,5 |
| Acumuladas          | Acumuladas     | Acumuladas          | 3811,7 |

Debido a esta situación, se toma la decisión de reducir el capital a cero, reintegrando el mismo, y se fija un nuevo capital de 3.900 millones. Los accionistas privados no acuden a la suscripción, debido a la coyuntura del sector hullero. Por tanto, el INI se ve obligado a desembolsar la totalidad del capital, convirtiéndose en accionista único, asumiendo todo el pasivo de las empresas mineras y unas instalaciones obsoletas.
HUNOSA se convierte en la tercera empresa pública minera en España, después de la Empresa Nacional Calvo Sotelo y la Empresa Nacional Carbonífera del Sur. Con la creación de HUNOSA empezaba una etapa nueva y distinta de la historia del carbón mineral en España.

## Instalaciones

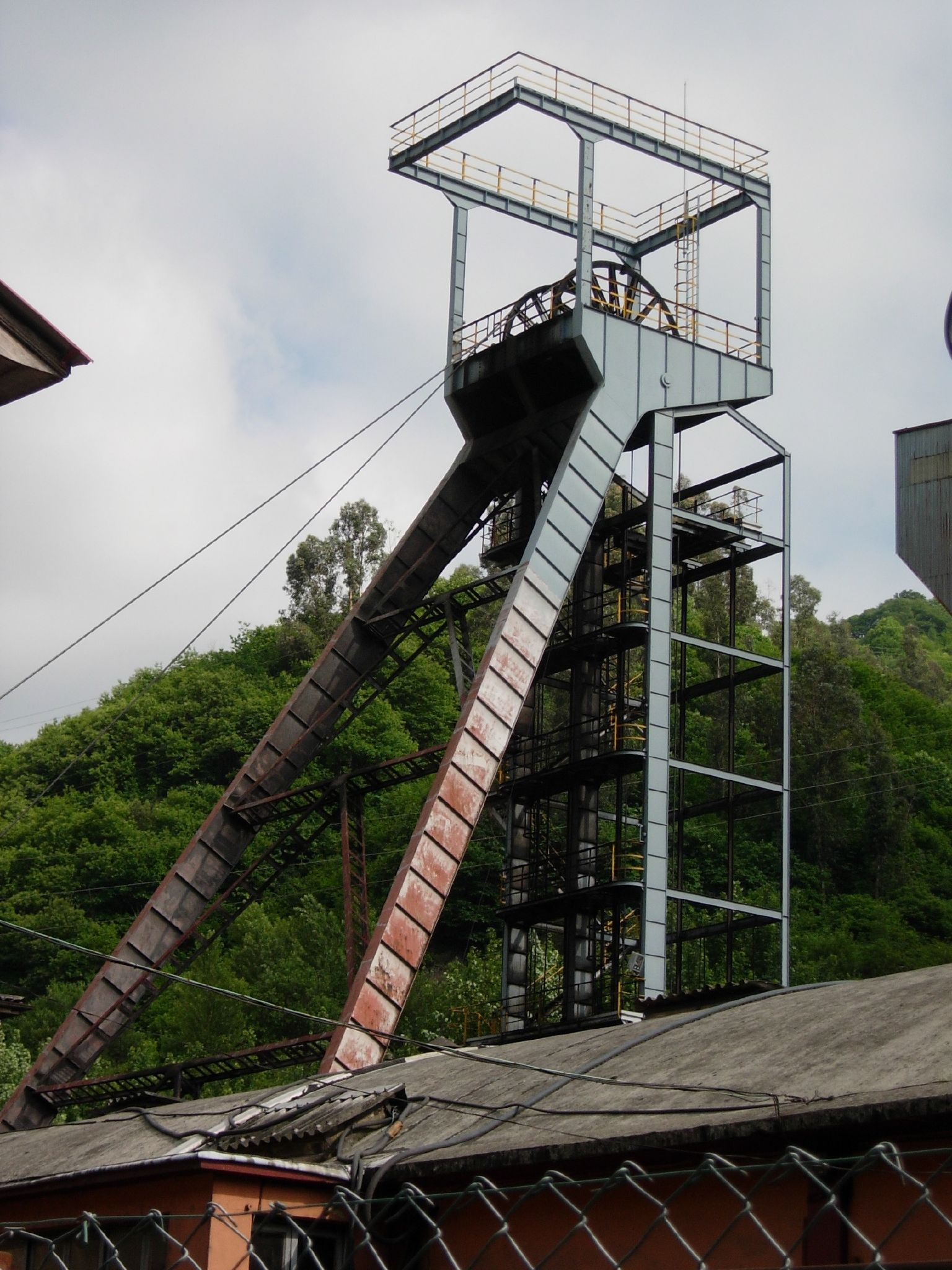
Castillete del Pozo San Inocencio.

Históricamente, las instalaciones de Hunosa, tienen origen, prácticamente en su totalidad, en los activos aportados por las empresas mineras en su integración en la empresa. Así fueron aportados explotaciones subterráneas (pozos y minas de montaña), lavaderos, talleres, almacenes, economatos, etc.
Las principales explotaciones aportadas por las compañías mineras fueron:
- Sociedad Metalúrgica Duro-Felguera S. A.: Pozo Modesta, Pozo Fondón, Pozo María Luisa, Mina María Luisa, Pozo Sotón, Pozo Venturo, Pozo San Mamés (o Villar), Pozo Santa Bárbara, Pozo Barredos, Pozo Carrio, Pozo Mosquitera (I y II), Pozo Rosellón, Pozo Aramil, Pozo Toral
- Hullera Española, S. A.: Pozo San Jorge, Pozo Santiago, Pozo San Antonio
- Fábrica de Mieres, S. A.: Pozo Nicolasa, Pozo Barredo, Pozo Polio (I y II), Grupo Cobertoria
- Nueva Montaña Quijano, S. A.: Pozo Llamas
- Carbones Asturianos, S. A.: Pozo Samuño
- Industrial Asturiana Santa Bárbara S. A.: Pozo balanza San Fernando, Pozo plano Santa Bárbara
- Compañía de Carbones, Industrias y Navegación, S. A.: Mina Carinsa
- Hulleras de Veguín y Olloniego: Pozo Olloniego
- Hulleras de Turón: Pozo San José, Pozo Santa Bárbara, Mina San Víctor
- Carbones de La Nueva: Pozo San Luis
- Minas de Langreo y Siero: Pozo San Enrique (o Lláscares), Pozo Pumarabule
- Mina Tres Amigos: Pozo San José
- Carbones de Langreo: Pozo Santa Eulalia (o Cabritu)
- Nespral y Cía.: Pozo Sorriego, Pozo Entrego
- Minas de Riosa: Pozo Montsacro
- Coto Musel: Coto Musel
- Mina Encarnada: Mina Encarnada
- Minas de Lieres (integrada en HUNOSA tras su cierre): Pozo Siero
- Minas de Figaredo: Pozos San Inocencio y San Vicente

### Grupo termoeléctrico
En los años 1990, Hunosa comenzó la construcción de una central térmica de lecho fluido circulante atmosférico dentro de su política de diversificación, la Central térmica La Pereda. El emplazamiento elegido fue una parcela de 6 Ha entre el río Caudal (ribera derecha) y la autovía A-66, en las proximidades del lugar de La Pereda, en el concejo de Mieres.
Entre sus instalaciones en activo se encuentran el Grupo Termoeléctrico de La Pereda, Batán Recovery, el Pozo San Nicolás (también denominado Nicolasa), cuya producción va dirigida en exclusiva a  suministro de la térmica de La Pereda; la central de geotermia de Barredo, a partir de la cual se ha desarrollado el primer District Heating de España aprovechando el agua de mina y que en 2019 fue reconocido por la Agenda  Internacional de la Energía con el premio Global District Energy Climate Adwards. Todas estas instalaciones se encuentran en el municipio de Mieres.

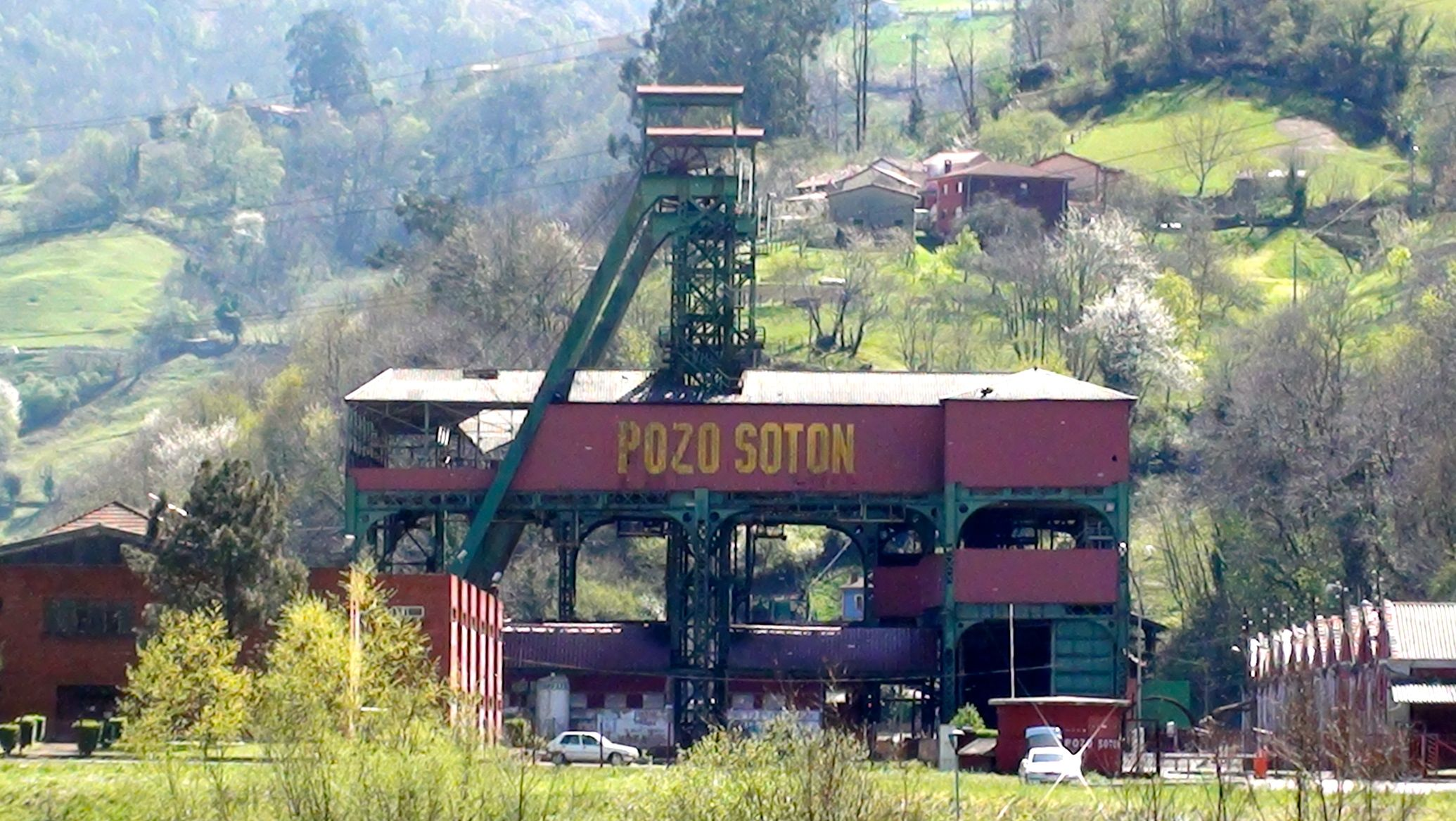
Pozo Sotón (San Martín del Rey Aurelio).

## Nuevas energías
Tras décadas como referente en el sector del carbón, Hunosa afronta un proceso de transición energética centrada en las energías renovables, especialmente en el campo de la biomasa, el hidrógeno, la geotermia y la energía fotovoltaica,.

### Biomasa
En 2021, Hunosa creó el Polo Tecnológico y Empresarial de la Biomasa en Asturias (PTEBI), una entidad concebida para dinamizar las sinergias que impulsan el desarrollo del sector forestal. Desde su puesta en marcha, el PTEBI ha sumado una treintena de empresas dedicadas a la silvicultura, la explotación forestal, la fabricación de maquinaria e instalaciones, así como centros tecnológicos, servicios complementarios y asociaciones. 
La compañía dispone de aproximadamente 3.800 hectáreas, que incluyen antiguos terrenos de minas a cielo abierto, áreas boscosas y pastizales, con un potencial de producción estimado entre 8.000 y 9.000 toneladas de biomasa al año. Hunosa prevé hibridar el Grupo Termoeléctrico de La Pereda con este recurso renovable. La instalación, diseñada para operar con combustibles de bajo poder calorífico, ha permitido, mediante el proyecto “Pellet in”, realizar ensayos orientados a la combustión combinada de biomasa, estériles de mina y carbón.
Otra línea de negocio, ya en explotación y con una producción anual de 1,43 GWh, es el aprovechamiento térmico de la biomasa para la generación de agua caliente, destinada a cubrir la demanda de calefacción y agua caliente sanitaria de los clientes.

### Geotermia
En la primavera de 2022 se inauguró la segunda red de calor con agua de mina en el Pozo Fondón (Langreo) que provee de calefacción y agua caliente sanitaria a varios edificios de La Felguera con una demanda energética total de 3.375 MWh/año.

### Hidrógeno
Grupo HUNOSA ha suscrito una alianza estratégica con varias empresas para el impulso del hidrógeno verde que atañe al diseño de plantas de producción, el transporte y almacenamiento, así como a otros posibles usos del gas. En la actualidad, se proyectan distintas plantas de producción de hidrógeno verde mediante electrólisis orientando su consumo principalmente hacia la movilidad, con estaciones de carga fijas y/o móviles, y en menor medida al blending incorporando el H2 producido a la red de gas natural. Grupo HUNOSA proyecta construir la primera planta de producción de hidrógeno en el Pozo Fondón (Langreo) y una posterior en el Pozo Barredo (Mieres). 

### Fotovoltaica
La empresa, en alianza con Imsa y Maetel, proyecta la mayor planta fotovoltaica de Asturias sobre la antigua escombrera de mina de Pumardongo, en Mieres, con una potencia de 11,3 MWp.

## Otros servicios

### Batán Recovery
Batán Recovery es la evolución del lavadero de Batán, dedicado al tratamiento de carbones para otras empresas y operadores de muy bajo contenido en cenizas con el objetivo obtener un producto de altas prestaciones que abastezca a siderúrgicas y metalúrgicas de todo el mundo, fundamentalmente a través del puerto del puerto de Gijón, conocido como El Musel, el primer puerto granelero de toda España, segundo puerto en tráfico de mercancías generales de la costa cantábrica y el octavo de la España peninsular.
El lavadero de Batán fue construido por la Sociedad Fábrica de Mieres y asumido por Hunosa con la constitución de la sociedad estatal. A lo largo de las décadas sufrió numerosas remodelaciones para su modernización. Se trata, en la actualidad, del único lavadero de carbón en España y está a la vanguardia de las plantas de tratamiento del mineral de estas características en Europa.

### Brigada Central de Salvamento Minero
La Brigada Central de Salvamento Minero (BCSM) es un cuerpo de seguridad y atención a emergencias perteneciente al Grupo Hunosa, con más de 100 años de antigüedad y experiencia, que nació a principios del siglo XX para dar respuesta urgente a los graves accidentes que se producían en las explotaciones mineras. Hoy en día es un grupo especializado en formación en seguridad, asesoramiento, trabajos en condiciones extremas y atención a rescates en espacios confinados y posibles emergencias.

### Promoción empresarial
Hunosa Empresas es la filial de Grupo Hunosa dedicada a la promoción industrial para contribuir a la reactivación económica de la cuenca minera central asturiana. La compañía se constituyó para apoyar a la iniciativa privada y potenciar, de este modo, el empleo estable. Cuenta con más de 210.000 metros cuadrados de suelo industrial y distintas herramientas de financiación.

### Diseño y gestión de museos mineros
A través de su filial Sadim, Hunosa se ha especializado en museología y museografía minero-industrial, con una participación activa en el desarrollo de algunos de los proyectos más importantes de España, como el Museo de la Minería de Puertollano, las Minas de Almadén y Arrayanes, el Museo de Arditurri,el Museo de la Mina de Arnao, el Museo Minero de Fabero, el tren minero de Valle de Samuño o Cueva Victoria, entre otros.

## Equipamientos turísticos y culturales
Hunosa ha dado nuevos usos a antiguos pozos mineros, creando una de red de recursos vinculados al patrimonio industrial de Asturias con fines tantos culturales como turísticos. Los Pozos Sotón, emblemática explotación de carbón de hulla situada entre El Entrego y Sotrondio, en el municipio asturiano de San Martín del Rey Aurelio y Fondón, situado junto al río Nalón en Sama de Langreo y que custodia el archivo histórico de la compañía, han sido recuperados y rehabilitados. 

### Pozo Sotón
El ingeniero de la armada Fernando Casado Torres descubrió en 1792 el yacimiento carbonífero del Pozo Sotón. Su explotación comenzaría casi un siglo después. Entre la década de los cuarenta y los sesenta del siglo XIX, la impulsó el inglés Guillermo Partington, cofundador de la primera compañía de gas de Madrid. Fundó la Compañía Cantábrica de Santa Ana, que liquidó en 1867, vendiendo sus pertenencias a la Sociedad Hullera de Santa Ana. La compañía vendía a la compañía Duro y Compañía, germen del actual Duro Felguera que terminó por adquirir las minas, controlando así una materia prima fundamental en el desarrollo de su actividad. En 1967, con la constitución de Hunosa, el pozo Sotón se integró entre los activos de la compañía.
El 31 de diciembre de 2014 la sociedad estatal firmó el cierre administrativo de la explotación. Ese mismo año, la instalación había sido declarada Bien de Interés Cultural con la categoría de monumento. En la actualidad, el equipamiento ha sido recuperado con fines turísticos con una oferta estructurada en tres ejes: la bajada a la mina a 600 metros de profundidad; la zona expositiva del Centro de Experiencias y Memoria de la Minería, y las visitas al complejo exterior.

### Pozo Fondón
El Pozo Fondón alberga el Archivo Histórico de Hunosa, uno de los más importantes de España en el ámbito minero, tanto por su volumen como por el carácter de su contenido, ya que la compañía heredó el patrimonio histórico y documental de las principales compañías mineras nacidas durante el siglo XIX y principios del XX en Asturias. Estos documentos permiten documentar un pasado vital para entender la Asturias actual y escriben un capítulo fundamental de la historia energética e industrial de España y Europa. Además de legajos, el Pozo Fondón custodia objetos recuperados de los pozos clausurados: desde autorrescatadores, a material topográfico o centralitas de teléfono. El archivo conserva desde concesiones firmadas por la reina Isabel II o acciones de empresas a nombre de Numa Guilhou y Pedro Duro, hasta fotografías que se remontan un siglo atrás y retratan, en instantáneas cotidianas, la vida en la época y en la empresa o en los economatos.